# Hydroeciodes cauta
Hydroeciodes cauta là một loài bướm đêm trong họ Noctuidae.